# Shorttrack op de Olympische Winterspelen 2014 - 500 meter vrouwen
De 500 meter voor vrouwen tijdens de Olympische Winterspelen 2014 vond plaats op 10 en 13 februari 2014 in het IJsberg Schaatspaleis in Sotsji. Regerend olympisch kampioene was de Chinese Wang Meng die de titel zag gaan naar haar landgenote Li Jianrou.

## Tijdschema
| Datum       | Lokale tijd | MET   | Ronde         |
| ----------- | ----------- | ----- | ------------- |
| 10 februari | 14:27       | 11:27 | Series        |
| 13 februari | 14:00       | 11:00 | Kwartfinales  |
| 13 februari | 15:10       | 12:10 | Halve finales |
| 13 februari | 16:05       | 13:05 | Finale        |

## Uitslag

### Heats
Heat 1
| # | Naam                | Land | Tijd   | Opm. |
| - | ------------------- | ---- | ------ | ---- |
| 1 | Liu Qiuhong         | CHN  | 43.542 | Q    |
| 2 | Kim A-lang          | KOR  | 43.919 | Q    |
| 3 | Lara van Ruijven    | NED  | 44.023 |      |
| - | Tatjana Borodoelina | RUS  |        | PEN  |

Heat 2
| # | Naam              | Land | Tijd   | Opm. |
| - | ----------------- | ---- | ------ | ---- |
| 1 | Elise Christie    | GBR  | 44.775 | Q    |
| 2 | Sofia Prosvirnova | RUS  | 44.940 | Q    |
| 3 | Yui Sakai         | JPN  | 45.051 |      |
| 4 | Andrea Keszler    | HUN  | 45.215 |      |

Heat 3
| # | Naam                | Land | Tijd   | Opm. |
| - | ------------------- | ---- | ------ | ---- |
| 1 | Jorien ter Mors     | NED  | 44.262 | Q    |
| 2 | Charlotte Gilmartin | GBR  | 44.440 | Q    |
| 3 | Martina Valcepina   | ITA  | 44.493 |      |
| 4 | Biba Sakurai        | JPN  | 44.628 |      |

Heat 4
| # | Naam              | Land | Tijd     | Opm. |
| - | ----------------- | ---- | -------- | ---- |
| 1 | Park Seung-hi     | KOR  | 44.180   | Q    |
| 2 | Emily Scott       | USA  | 45.210   | Q    |
| 3 | Agnė Sereikaitė   | LTU  | 45.356   |      |
| 4 | Véronique Pierron | FRA  | 1:12.278 |      |

Heat 5
| # | Naam               | Land | Tijd   | Opm. |
| - | ------------------ | ---- | ------ | ---- |
| 1 | Marianne St-Gelais | CAN  | 43.729 | Q    |
| 2 | Yara van Kerkhof   | NED  | 44.044 | Q    |
| 3 | Ayuko Ito          | JPN  | 44.174 |      |
| 4 | Inna Simonova      | KAZ  | 44.387 |      |

Heat 6
| # | Naam                 | Land | Tijd   | Opm. |
| - | -------------------- | ---- | ------ | ---- |
| 1 | Arianna Fontana      | ITA  | 43.568 | Q    |
| 2 | Li Jianrou           | CHN  | 43.633 | Q    |
| 3 | Patrycja Maliszewska | POL  | 44.154 |      |
| - | Alyson Dudek         | USA  |        | PEN  |

Heat 7
| # | Naam                | Land | Tijd     | Opm. |
| - | ------------------- | ---- | -------- | ---- |
| 1 | Fan Kexin           | CHN  | 43.356   | Q    |
| 2 | Jessica Hewitt      | CAN  | 43.447   | Q    |
| 3 | Valerija Potjomkina | RUS  | 45.349   |      |
| 4 | Jessica Smith       | USA  | 1:13.344 |      |

Heat 8
| # | Naam              | Land | Tijd   | Opm. |
| - | ----------------- | ---- | ------ | ---- |
| 1 | Valérie Maltais   | CAN  | 44.093 | Q    |
| 2 | Shim Suk-hee      | KOR  | 44.197 | Q    |
| 3 | Veronika Windisch | AUT  | 44.586 |      |
| 4 | Elena Viviani     | ITA  | 44.623 |      |

### Kwartfinales
Kwartfinale 1
| # | Naam                | Land | Tijd   | Bijz. |
| - | ------------------- | ---- | ------ | ----- |
| 1 | Park Seung-hi       | KOR  | 43,392 | Q     |
| 2 | Marianne St-Gelais  | CAN  | 43.595 | Q     |
| 3 | Yara van Kerkhof    | NED  | 43,888 |       |
| 4 | Charlotte Gilmartin | GBR  | 44,279 |       |

Kwartfinale 2
| # | Naam           | Land | Tijd     | Bijz. |
| - | -------------- | ---- | -------- | ----- |
| 1 | Fan Kexin      | CHN  | 43,288   | Q     |
| 2 | Elise Christie | GBR  | 43,402   | Q     |
| 3 | Emily Scott    | USA  | 44.709   |       |
| 4 | Jessica Hewitt | CAN  | 1:00.971 |       |

Kwartfinale 3
| # | Naam              | Land | Tijd   | Bijz. |
| - | ----------------- | ---- | ------ | ----- |
| 1 | Liu Qiuhong       | CHN  | 43,478 | Q     |
| 2 | Jorien ter Mors   | NED  | 43,572 | Q     |
| 3 | Kim A-lang        | KOR  | 43,673 |       |
| 4 | Sofia Prosvirnova | RUS  | 43,862 |       |

Kwartfinale 4
| # | Naam            | Land | Tijd   | Bijz. |
| - | --------------- | ---- | ------ | ----- |
| 1 | Arianna Fontana | ITA  | 43,405 | Q     |
| 2 | Li Jianrou      | CHN  | 43,486 | Q     |
| 3 | Valérie Maltais | CAN  | 43,550 |       |
| 4 | Shim Suk-hee    | KOR  | 43,572 |       |

### Halve finales
Halve finale 1
| # | Naam               | Land | Tijd   | Opm. |
| - | ------------------ | ---- | ------ | ---- |
| 1 | Park Seung-hi      | KOR  | 43,611 | QA   |
| 2 | Arianna Fontana    | ITA  | 43,624 | QA   |
| 3 | Marianne St-Gelais | CAN  | 44,069 | QB   |
| 4 | Jorien ter Mors    | NED  | 44,242 | QB   |

Halve finale 2
| # | Naam           | Land | Tijd     | Opm. |
| - | -------------- | ---- | -------- | ---- |
| 1 | Elise Christie | GBR  | 43,837   | QA   |
| 2 | Li Jianrou     | CHN  | 43,841   | QA   |
| 3 | Liu Qiuhong    | CHN  | 43,916   | QB   |
| 4 | Fan Kexin      | CHN  | 1.24,431 | QB   |

### Finales
A-Finale
| #      | Naam            | Land | Tijd   | Bijz. |
| ------ | --------------- | ---- | ------ | ----- |
| Goud   | Li Jianrou      | CHN  | 45,263 |       |
| Zilver | Arianna Fontana | ITA  | 51,250 |       |
| Brons  | Park Seung-hi   | KOR  | 54,207 |       |
| 4      | Elise Christie  | GBR  |        | PEN   |

B-Finale
| # | Naam               | Land | Tijd   | Bijz. |
| - | ------------------ | ---- | ------ | ----- |
| 5 | Liu Qiuhong        | CHN  | 44,188 |       |
| 6 | Fan Kexin          | CHN  | 44,297 |       |
| 7 | Jorien ter Mors    | NED  | 44,311 |       |
| 8 | Marianne St-Gelais | CAN  | 44,359 |       |